# Lauriane Gilliéron
Lauriane Gilliéron (Losanna, 25 luglio 1984) è un'attrice, modella e ballerina svizzera, eletta Miss Svizzera 2005.
In passato Lauriane Gilliéron aveva rappresentato la propria nazione in alcuni campionati di Danza latino-americana, oltre ad aver concorso a Miss Mondo 2005, dove però non era riuscita a classificarsi.
Il 23 luglio 2006 ha rappresentato la Svizzera a Miss Universo 2006 a Los Angeles, dove si è classificata al terzo posto, dietro la portoricana Zuleyka Rivera e la giapponese Kurara Chibana.  Si è trattato del miglior piazzamento mai ottenuto dalla Svizzera nella storia del concorso, che in precedenza era arrivata al massimo alla quarta posizione, nel 1983.
Nel 2013 è coprotagonista con George Clooney e Matt Damon di uno spot pubblicitario per il caffè Nespresso.

## Filmografia

### Televisione
- Castle - serie TV, episodio 5x19 (2013)